# Willys Interlagos
Willys Interlagos foi o primeiro[carece de fontes?] automóvel esportivo produzido no Brasil, produzido de 1962 a 1966. É a versão brasileira do Renault Alpine A108 (de linhas semelhantes ao A110). O nome é uma alusão ao autódromo de Interlagos e visava ressaltar a esportividade do modelo.
Foi produzido em três versões: Berlineta, Coupé e Conversível e a carroceria era produzida em fibra de vidro (PRFV), estratificada e resina de poliestireno. Possuía suspensão independente, motorização traseira de 4 cilindros em linha e refrigeração líquida.

## Ficha técnica

### Versão 998cc

#### Motor
- Motor de combustão interna, 4 tempos, 4 cilindros em linha. Montado na parte traseira do veículo, longitudinal; arrefecimento a líquido; comando no bloco, 2 válvulas por cilindro.
- Diâmetro e curso: 63 x 80 mm. Cilindrada: 998 cm3. Taxa de compressão: 9,8:1. Potência máxima: 70 cv. Carburador de corpo duplo.

#### Desempenho
- Velocidade máxima: 160 km/h;
- Aceleração de 0 a 100 km/h: 14,1 s.

#### Carroceria
- Comprimento: 3,78 m
- Altura: 1,45m
- Entre eixos: 2,10 m
- Peso líquido: 535 kg
- Material: Fibra de vidro.

## Novo Interlagos
No Salão do Automóvel de Bolonha (Itália) de 2014, o Willys Interlagos foi apresentado como "Novo Interlagos" AW 380.
O automóvel foi re-lançado pelas empresas "Maggiora" e a "Carrozeria Viotti", com projeto do designer Emanuele Bomboi. O modelo entrou em fabricação em janeiro de 2015 com os seguintes especificações: transmissão automática de seis velocidades e motor biturbo de 3,8 litros e 610 cv.